# Кільце нормування
У комутативній алгебрі кільцем нормування називається область цілісності, що задовольняє деяким додатковим вимогам. Кільця нормування є пов'язаними з поняттям нормування на полі. Мають широке застосування в алгебраїчній теорії чисел і алгебраїчній геометрії.  

## Визначення
Нехай R є областю цілісності з полем часток K. Тоді R називається кільцем нормування, якщо воно задовольняє будь-яку із еквівалентних умов:
1. Для довільного ненульового елемента {\displaystyle x\in K}, хоча б один з елементів x і x-1 належить R.
2. Множина ідеалів R є цілком впорядкованою відносно включення підмножин.
3. Множина головних ідеалів R є цілком впорядкованою відносно включення підмножин.
4. Існує цілком впорядкована абелева група Γ (що називається групою нормування) і сюр'єктивний гомоморфізм груп (що називається нормуванням поля)  ν:K× → Γ для якого R = { x в K× : ν(x) ≥ 0 } ∪ {0}.

Кільця нормування можна визначити ще одним способом. Локальне кільце {\displaystyle (S,{\mathfrak {m}}_{S})} домінує над {\displaystyle (R,{\mathfrak {m}}_{R})} якщо {\displaystyle S\supset R} і {\displaystyle {\mathfrak {m}}_{S}\cap R={\mathfrak {m}}_{R}}. Відношення домінування є відношенням часткового порядку на множині підкілець поля K. Максимальні елементи цієї множини і тільки вони є кільцями нормування поля K. 
Будь-яке кільце нормування R задає нормування на своєму полі часток K. При використанні першого означення нормування на полі часток можна задати так: нехай {\displaystyle G=K^{*}/R^{*}}. Позначимо природне вкладення K× в G як {\displaystyle v(a)=a/1,\;a\in K^{*}}. Для елементів G визначимо відношення порядку: {\displaystyle aR^{*}\leqslant bR^{*}\Longleftrightarrow a^{-1}b\in R.} Тоді R стає лінійно впорядкованою групою. Додавши до неї нескінченний елемент, що більший від усіх інших елементів і довизначивши {\displaystyle v(0)=\infty ,} отримаємо, що ν і є необхідним нормуванням. 

## Властивості
- Кільце нормування R є локальним кільцем.
- Якщо R — кільце нормування, a {\displaystyle A\supset R} — кільце з тим же полем часток, що і R, то A також є кільцем нормування і A є локалізацією кільця R за деяким простим ідеалом.
- Кільце нормування R є цілозамкнутим. Більш того, для довільного цілісного кільця A його ціле замикання дорівнює перетину всіх кілець нормування в його полі часток, що містять R.
- Кільце нормування є нетерівським тоді і тільки тоді, коли нормування є дискретним, тобто кільце є кільцем дискретного нормування.
- Якщо P є простим ідеалом кільця нормування R то і RP (локалізація за ідеалом P) і фактор-кільце R/P є кільцями нормування.
- Нехай R є підкільцем поля K і {\displaystyle h:R\to L} є гомоморфізмом кільця R в алгебраїчно замкнуте поле L. Тоді існує максимальне продовження гомоморфізму {\displaystyle h:A\to L} де підкільце {\displaystyle A\supset R}, A є підкільцем поля K і продовження гомоморфізму на ще більші підкільця є неможливим. Для кожного такого максимального продовження кільце A є кільцем нормування.
- Ціле замикання області цілісності у своєму полі часток є рівне перетину всіх кілець нормування, що містять цю область цілісності.

## Приклади
- Поле K є кільцем нормування.
- Нехай K — поле, а K[x] і K(x) — відповідно кільце многочленів і поле раціональних функцій над K. Тоді кільце

{\displaystyle R=\left\{{\frac {f(x)}{g(x)}}\;|\;f(x),g(x)\in K[x],\;\deg(f)\leqslant \deg(g)\right\},}
є кільцем нормування для поля K(x).
- Нехай K — поле, а K[[X]]  — кільце формальних степеневих рядів, тобто виразів виду {\displaystyle F(X)=\sum \limits _{n=0}^{\infty }a_{n}X^{n},\;a_{i}\in K.} Тоді K[[X]]  є кільцем нормування поля формальних рядів Лорана, тобто виразів виду {\displaystyle G(X)=\sum \limits _{n=N}^{\infty }a_{n}X^{n},\;N\in \mathbb {Z} \;a_{i}\in K.}

- Для поля {\displaystyle \mathbb {Q} } раціональних чисел і довільного простого числа p, кільце нормування R можна визначити в такий спосіб:

{\displaystyle R=\left\{p^{n}{\frac {q}{r}}\;|\;n\geqslant 0,\;(p,q)=1,\;(p,r)=1\right\}.}

## Побудова кілець нормування для даної групи нормування
Для даної цілком впорядкованої абелевої групи Γ і поля k, позначимо K = k((Γ)) кільце формальних степеневих рядів із степенями із групи Γ. Іншими словами елементами K є функції із Γ у k такі, що елементи Γ де значення функції не рівне нулю утворюють цілком впорядковану множину.  Додавання функцій є поточковим, а множення є за конволюцією, тобто відбувається аналогічно до множення степеневих рядів:
{\displaystyle \sum _{g\in G}f(g)x^{g}} із правилом {\displaystyle x^{g}\cdot x^{h}=x^{g+h}.}
Нормування ν(f) для елемента f у K за означення є рівним найменшому елементу g групи Γ для якого f(g) не рівне нулю. Такий елемент існує зважаючи на умови впорядкованості. Множина f  для яких ν(f)≥0 (разом із 0 поля K), утворюють підкільце D поля K яке є кільцем нормування щодо нормування ν і з групою нормування Γ.

## Ідеали кілець нормування
Множина ідеалів кільця нормування є лінійно впорядкованою щодо включення, будь-який скінченнопорождений ідеал є головним, тобто кільце нормування є кільцем Безу.
Більш повно опис будови ідеалів кільця нормування можна дати в термінах групи значень нормування. Підмножина M лінійно впорядкованої множини називається мажорною (або мажором), якщо з співвідношень {\displaystyle x\in M} і  {\displaystyle y>x} випливає, що {\displaystyle y\in M.}
Нехай R — кільце нормування v поля K з групою значень Γ, а Γ+ — піднапівгрупа додатних елементів у Γ і M — мажорна множина в Γ+. Відображення {\displaystyle M\to \alpha (M)=\{x\in K|v(x)\in M\cup \{\infty \}\}} є бієктивним (взаємно однозначним) відображенням множини мажорних підмножин з Γ+ на множину ідеалів кільця R. При цьому головним ідеалам відповідають мажори, що мають мінімальні елементи. 
Простим ідеалам теж відповідають мажори спеціального виду, а саме: мажори виду {\displaystyle M_{H}=\Gamma ^{+}\setminus H^{+}}, де H+ — додатна частина деякої опуклої підгрупи H групи  Γ, тобто підгрупи для якої, якщо {\displaystyle h\in H,} то також для всіх  {\displaystyle g\in \Gamma }таких, що {\displaystyle \min\{-h,h\}\leqslant g\leqslant \max\{-h,h\}}також {\displaystyle g\in H.} Таким чином, встановлюється взаємно однозначна відповідність між простими ідеалами кільця R і опуклими підгрупами групи значень G.
Нехай p — простий ідеал, що відповідає опуклій підгрупі H, тоді композиція відображень {\displaystyle K\to G\to G/H} буде нормуванням поля K з кільцем нормування {\displaystyle R_{p}} і максимальним ідеалом {\displaystyle pR_{p}.}
Крім того, на поле {\displaystyle R_{p}/pR_{p}} індукується нормування зі значеннями в групі H і кільцем нормування {\displaystyle R/p}. Тим самим нормування розщеплюється на більш прості.
Нехай R — кільце нормування, тоді простий спектр R без нуля ({\displaystyle \mathrm {Spec} (R)/(0)}) є лінійно впорядкованою множиною і її тип називається висотою, або рангом, відповідного нормування
Якщо {\displaystyle \mathrm {Spec} (R)} є скінченною множиною, то висота нормування є числом елементів в {\displaystyle \mathrm {Spec} (R)/(0)}, і це число збігається з числом опуклих підгруп групи G, що не рівні самій групі G.
Нормування скінченного рангу зводяться до нормування рангу 1. Останні характеризуються тим, що їх група значень — архімедова група, тобто ізоморфна деякій підгрупі адитивної групи дійсних чисел.
В цьому випадку відображення {\displaystyle x\to \exp(-v(x))} є ультраметричним абсолютним значенням на полі K.